# Подкониці
Подкониці (словац. Podkonice) — село в Банськобистрицькому окрузі Банськобистрицького краю Словаччини. Перша письмова згадка про село датується 1340 роком.

## Населення
| Рік:            | 1994. | 2004.   | 2014.   | 2024.   |
| --------------- | ----- | ------- | ------- | ------- |
| Кількість осіб: | 875   | 873     | 883     | 903     |
| Різниця:        |       | -0,22 % | +1,14 % | +2,26 % |

| Рік:            | 2023. | 2024.   |
| --------------- | ----- | ------- |
| Кількість осіб: | 913   | 903     |
| Різниця:        |       | -1,09 % |

Етнічний склад населення станом на 2001 рік: словаки — 98,41 %, чехи — 0,68 %, поляки — 0,23 %, угорці — 0,23 %.
Станом на 31 грудня 2010 року в селі проживала 879 осіб, з них 417 чоловіків та 462 жінки.